# Ходжибаев, Абдурахим Ходжибаевич
Абдурахим Ходжибаевич Ходжибаев (тадж. Абдурраҳим Ҳоҷибоев; 25 апреля 1900 года, Ходжент, Ферганская область, Российская империя — 25 января 1938 года) — таджикский партийный и государственный деятель, председатель СНК Таджикской ССР (1929—1933).

## Биография
Член РКП(б) с 1920 г.
До 1918 г. обучался в Туркестанском государственном университете (Ташкент), в 1937 г. окончил как слушатель Экономический институт Красной профессуры.
- 1918—1919 гг. — учитель в Ходженте, Ферганской области.
- 1919—1921 гг. — инструктор, пропагандист, затем — заведующий Ходжентским уездным земельным отделом.
- 1921—1922 гг. — председатель Ферганской областной комиссии по проведению земельно-водной реформы.
- 1922—1924 гг. — заместитель председателя Ферганского областного революционного комитета
- 1924 г. — председатель Ферганской областной плановой комиссии
- 1924 г. — заместитель председателя исполнительного комитета Ферганского областного Совета,
- 1924—1925 гг. — председатель исполнительного комитета Ферганского областного Совета, заведующий Ферганским областным земельным отделом,
- 1925 г. — председатель Ферганского областного Экономического совещания,
- 1925—1928 гг. — народный комиссар земледелия Узбекской ССР,
- январь-октябрь 1929 г. — председатель СНК Таджикской АССР,
- 1929—1933 гг. — председатель СНК Таджикской ССР,
- 1933—1934 гг. — в распоряжении ЦК ВКП(б).

В июле 1937 г. был арестован. 25 января 1938 г. приговорен Военной коллегией Верховного суда СССР за участие в контрреволюционной террористической организации к смертной казни. Расстрелян. Реабилитирован 28 декабря 1957 г.
Дочь — известный советский и таджикский филолог Бароат Ходжибаева.